# Russisch-Turkse Oorlog (1787-1792)
De Russisch-Turkse Oorlog van 1787 tot 1792 was de zesde van elf oorlogen in de periode 1676-1917 tussen het Russische Rijk en het Ottomaanse Rijk.
Inzet van deze strijd was voor de Ottomanen het herkrijgen van de verloren gegane gebieden tijdens de Russisch-Turkse Oorlog van 1768 tot 1774. De oorlog liep echter uit op een totale mislukking, waarbij de Russen hun grondgebied nog verder konden uitbreiden.

## Ontwikkelingen die leidden tot de oorlog
Catharina de Grote was niet tevreden met het door het Russische Rijk afgedwongen Verdrag van Küçük Kaynarca en wilde verdere expansie van haar rijk ten koste van het Ottomaanse Rijk. Eigenlijk wilde ze de Ottomanen helemaal uit Europa verdrijven. In 1781 sloot ze daartoe een geheim verbond met de Oostenrijkse keizer Jozef II. De volgende stap was het annexeren van de Russische vazalstaat Krim-kanaat, die bij het verdrag van Küçük Kaynarca was ontstaan.
Aan de andere kant waren delegaties van de andere Europese mogendheden - Frankrijk, Engeland en Pruisen- bezig in Constantinopel te pogen het Ottomaanse Rijk te versterken, in een poging om verdere Russische expansie te stoppen. Constantinopel was namelijk erg gewild door de Russen, die graag een haven aan de Middellandse Zee wilden. In 1783 vroeg het koninkrijk Georgië aan Catharina om een Russisch protectoraat te mogen worden. Bij de oorlog speelde ook de Grote Oosterse Kwestie mee: wat moest er gebeuren met de grondgebieden die het Ottomaanse Rijk kwijtraakte in haar langzame aftakeling, oftewel: wie zou die gebieden krijgen? Dit kwam naar voren in de bemoeienis van de verschillende mogendheden in dit conflict.
In 1786 maakte Catherina de Grote een triomfantelijke tocht door de Krim in gezelschap van Jozef II. Samen met de schendingen van het verdrag zorgde dit in Constantinopel voor grote ontevredenheid. De arts Pieter van Woensel beschreef haar bezoek aan de veroverde gebieden.

## De oorlog
In 1787 verklaarde het Ottomaanse Rijk de oorlog aan Catharina. De problemen begonnen voor de Ottomanen al bij de start, doordat men te laat op de hoogte kwam van de alliantie tussen het Russische Rijk en Oostenrijk. Daarnaast was het Ottomaanse leger onvoldoende voorbereid op de strijd. De oorlog verliep echter niet zo makkelijk als de eerste Russisch-Turkse Oorlog; de Ottomaanse legers waren gehergroepeerd en boden ditmaal meer weerstand. Ze konden echter niet verhinderen dat ook de Tweede Russisch-Turkse Oorlog uitliep op een Russische overwinning.
De Russische legers maakten gebruik van het Georgisch grondgebied om het Ottomaanse Rijk via Transkaukasië aan te vallen.
Keizer Jozef II verklaarde in 1788 de oorlog aan de Ottomanen. Hij wist Belgrado te veroveren. Door het gebrek aan Russische steun werden de Oostenrijkse legers echter ook teruggeslagen, waarbij de Ottomaanse legers Mehadia en de Banaatregio veroverden in 1789.

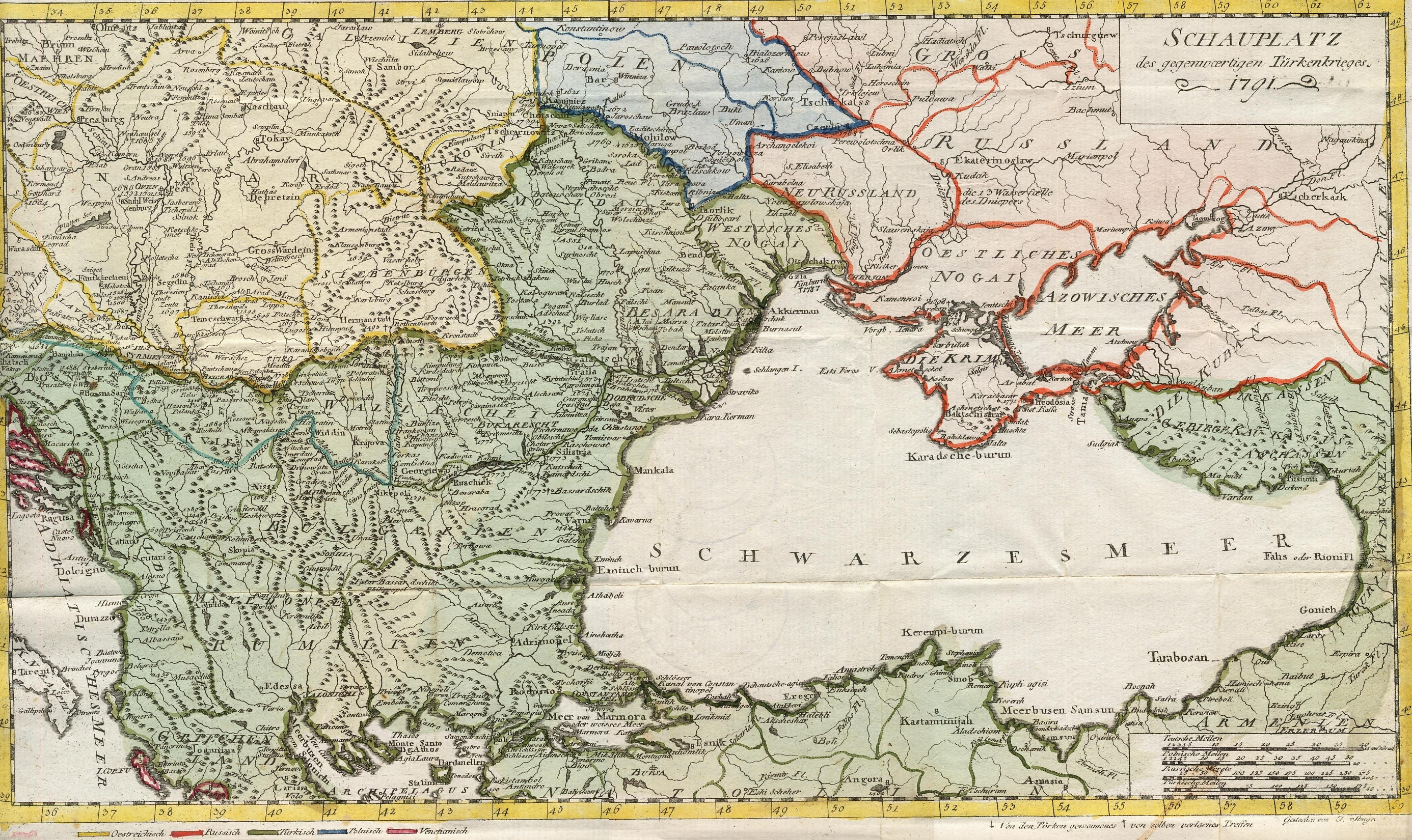
Kaart met het strijdtoneel in 1791.

De Russische militaire leiding wist grote overwinningen te behalen. In Moldavië veroverde veldmaarschalk Roemjantsev-Zadoenajski Jassy en Chotyn op de Ottomanen. Na een lange strijd, met meerdere zeeslagen, wist de Russische prins Potemkin verder in 1788 het fort Otsjakiv te veroveren en liet daarop alle inwoners uitmoorden. De Turkse sultan Abdülhamit I stierf vier maanden later. De Turkse generaals waren onkundig en het leger muitte, hetgeen factoren waren die leidden tot het mislukken van de bevrijdingoperaties van Bender en Akkerman. Een verdere belangrijke verovering door de Russen was het Turkse fort Izmaïl, dat als "onneembaar" bekendstond.
Generaal Aleksandr Soevorov wist met verrassingsaanvallen, waarbij hij tegelijkertijd infanterie en cavalerie inzette, het fort te veroveren. Hiernaast veroverde hij de Jedisan en trok de Dnjestr over. Een Russische vloot veroverde eilanden in de Egeïsche Zee en in juli 1789 behaalde een Russisch leger de overwinning bij Focşani. Oesjakov vernietigde de Ottomaanse vloot bij Fidonisi, Tendra, de Straat van Kertsj en bij Kaap Kaliakra. Generaal Ivan Goedovitsj veroverde ten slotte ook nog Anapa.
Catharina werd in 1788 vanuit het noorden aangevallen door koning Gustaaf III van Zweden, waarmee de Russisch-Zweedse Oorlog van 1788-1790 begon en de Russische legers plots op twee fronten moesten vechten. Daarnaast stierf Jozef II in 1790 en zijn opvolger keizer Leopold II tekende daarop op 4 augustus 1791 een verdrag met de Ottomanen (Vrede van Sistova). Hij was daartoe onder druk gezet door Pruisen (zie de Conventie van Reichenbach). Leopold II kon zich daarna richten op de Oostenrijkse Nederlanden, die een onafhankelijke republiek uitgeroepen hadden, en op de nieuwe revolutionaire regering in Frankrijk dat daarop ook zijn steun voor de Ottomanen introk.

## Einde van de oorlog
De jonge sultan Selim III, die zijn vader opvolgde, wilde de status van zijn rijk herkrijgen door een overwinning te behalen, voordat hij vrede zou sluiten, maar zijn legers waren hiertoe niet in staat. Pruisen had dan wel op 31 januari 1790 een verbond gesloten met de Ottomanen, maar bood geen hulp. Toen een heroveringspoging van Otsjakov door de Ottomanen mislukte, zag Selim III zich genoodzaakt vrede te sluiten met de Russen, die oprukten naar Constantinopel.
Bij het Verdrag van Jassy, dat op 9 januari 1792 werd getekend door beide partijen, erkende de sultan de Russische annexatie van het Krimkanaat, werden het Jedisangebied (Khadjibey en Otsjakiv) aan het Russische Rijk overgedragen en werd de Dnjestr tot grenslijn gesteld tussen het Russische en het Ottomaanse Rijk in Europa.
Russisch-Turkse Oorlog (1569-1570) · Russisch-Turkse Oorlog (1676-1681) · Russisch-Turkse Oorlog (1686-1700) · Russisch-Turkse Oorlog (1710-1711) · Russisch-Turkse Oorlog (1735-1739) · Russisch-Turkse Oorlog (1768-1774) · Russisch-Turkse Oorlog (1787-1792) · Russisch-Turkse Oorlog (1806-1812) · Griekse Onafhankelijkheidsoorlog (1821-1831) · Russisch-Turkse Oorlog (1828-1829) · Krimoorlog (1853-1856) · Russisch-Turkse Oorlog (1877-1878) · Kaukasusveldtocht (1914-1918)